# Бацарі (національний заповідник)

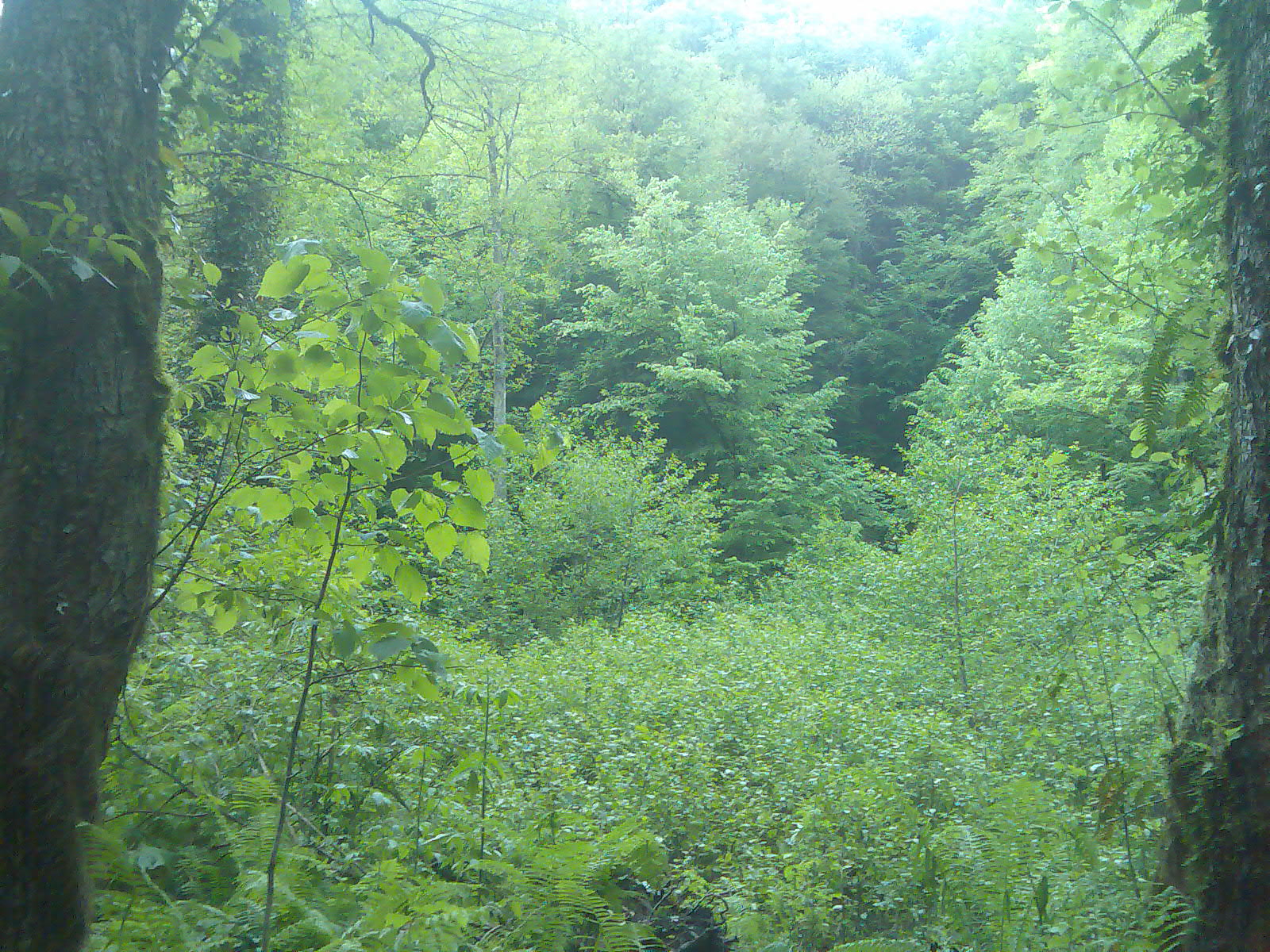
Національний заповідник — Бацарі

Національний заповідник Бацарі розташований в Ахметському муніципалітеті, біля підніжжя Головного Кавказького Хребта. На правому березі річки Алазані, в ущелині річки Бацарі. Площа понад 3000 гектарів. Входить до складу охоронюваних територій Бацара-Бабанеурі. Заснований в 1935 році з метою захисту реліктового лісу тису ягідного, який має велику наукову цінність. Виростає як окремої гаєм так і в перемішку з кленом, ясенем, липою та ін.
Вік тисів 300–500 років, а окремих екземплярів — до 1500 років. За свідченням найбільшого знавця лісів Кавказу О. Г. Долуханова, цей тисовий гай «за розмірами, за кількістю дорослих дерев, по величності деревостою, по потужності росту й іншими ознаками є не тільки найкращим на Кавказі, але й найкращим на всій земній кулі».
Охороні гаю також сприяє той факт що місцеве населення почитає тис як дерево святого ангела.
В даний момент тис вивчають фахівці з Німеччини. По закінченню обстеження, можливо, заповідник увійде до списку світової спадщини ЮНЕСКО.

## Флора, фауна
Фауна представлена великою різноманітністю птахів (грифи, орли, тетеруки та ін.) і ссавців (ведмеді, сарни, лисиці, козулі, кролики,  куниці, борсуки та ін.).